# El general de la Rovere
General della Rovere (en italiano, Il generale della Rovere) es una película italiana de 1959 dirigida por Roberto Rossellini. El film está basado en la novela de Indro Montanelli basada, asimismo, en una historia real.

## Argumento
Génova, 1944, durante la era de la República Social Italiana. El ladrón Emmanuele Bardone (interpretado por Vittorio De Sica) es contratado por el Tercer Reich para hacerse pasar por un líder de la resistencia italiana, el general Della Rovere, e infiltrarse en un grupo de resistencia de prisioneros en una prisión de Milán. Poco a poco, Bardone se pierde a sí mismo en su papel y no solo finge ser un héroe de la resistencia, sino que en realidad se convierte en uno, primero animando a sus compañeros de prisión a mostrar coraje y finalmente aceptando la muerte por fusilamiento en lugar de traicionar a otro líder de la resistencia encarcelado.

## Reparto
- Vittorio De Sica: Vittorio Emanuele Bardone/Grimaldi
- Hannes Messemer: SS Col. Müller
- Vittorio Caprioli: Aristide Banchelli
- Sandra Milo: Olga
- Giovanna Ralli: Valeria
- Maria Greco: Madama Vera
- Herbert Fischer: Sargento alemán
- Anne Vernon: Clara Fassio
- Franco Interlenghi: Antonio Pasquali
- Ivo Garrani: jefe de partisanos
- Linda Veras: asistente alemán

## Premios y distinciones
Festival Internacional de Cine de Venecia
| Año  | Categoría        | Galardonado        | Resultado |
| ---- | ---------------- | ------------------ | --------- |
| 1959 | León de Oro      | Roberto Rossellini | Ganador   |
| 1959 | Mención especial | Roberto Rossellini | Ganador   |
| 1959 | Premio OCIC      | Roberto Rossellini | Ganador   |

## Influencias culturales
La transformación de Emmanuele Bardone, el protagonista de la película, de colaboradora del Eje a héroe de la resistencia anti nacionalsocialista, ha sido comparada por los comentaristas políticos españoles con la historia de vida de Adolfo Suárez, el presidente del gobierno español que supervisó la transición a la democracia a finales de la década de 1970. En concreto, Javier Cercas dedica el último capítulo de Anatomía de un instante  a explorar los paralelismos entre Bardone y Suárez.